# 川合庶
川合 庶（かわい ちかし、1965年12月17日 - ）は、日本の元バレーボール選手、ビーチバレーボール選手、指導者。

## 来歴
東京都大田区出身。元バレーボール日本代表でタレントの川合俊一は実兄。大学時代まではバレーボールの選手だったが、兄に勧められ1993年にビーチバレーに転向した。
現在は湘南ベルマーレスポーツクラブ ・ビーチバレーゼネラルマネージャー、産業能率大学女子ビーチバレー部ヘッドコーチ、日本バレーボール協会ビーチバレーボール強化委員長。

## エピソード
1988年4月30日、庶が所属していたクラブチームの旭桜会（主に日体大OBで構成）は、第37回全日本バレーボール選手権1回戦で兄の俊一が所属する富士フイルムと対戦した。「兄との試合は夢にまで見た。やれただけで満足」と語っている。